# أمباغليفلوزين
أمباغليفلوزين (Empagliflozin)، والذي يباع تحت الاسم التجاري جارديانس (Jardiance) من بين عدة أسماء تجارية أخرى، هو دواء يستخدم جنبا إلى جنب مع النظام الغذائي وممارسة لعلاج مرض السكري من النوع الثاني. يمكن استخدامه مع الميتفورمين أو الأنسولين. وهو ليس مفيدًا لمرض السكري من النوع الأول. يؤخذ عن طريق الفم.
تشمل الآثار الجانبية الشائعة التهابات المسالك البولية، وآلام المفاصل، والالتهابات الفطرية في الفخذ. وقد تشمل الآثار الجانبية الخطيرة عدوى في الفخذ تعرف باسم غرغرينا فورنييه والحماض الكيتوني السكري مع مستويات سكر دموية طبيعية نسبيا. لا ينصح باستخدامه لأشخاص الذين يعانون من مشاكل كبيرة في الكلى. ويعتبر أمباغليفلوزين مثبط للناقل المشارك للجلوكوز 2 (SGLT-2) ، ويؤدي إلى خروج السكر في الدم عن طريق الكلى وإزالته في البول.
تمت الموافقة على أمباغليفلوزين للاستخدام الطبي في الولايات المتحدة في عام 2014. تم تطويره من قبل بوهرينجر إنجلهيم وإيلي ليلي وشركاءه. وتبلغ تكلفة سنة العلاج في المملكة المتحدة حوالي 477.30 جنيهًا اعتبارًا من عام 2014.

## الزمرة الدوائية
خافضات سكر الدم.

## آلية العمل
مثبطات ال SGLT-2 مثل أمباغليفلوزين يخفض مستوى السكر في الدم من خلال منع إعادة امتصاص الجلوكوز في الكلى وبالتالي خروج الغلوكوز عن طريق البول.

## الآثار الجانبية
عند أخذ جرعة من 10 أو 25 ملغ مرة واحدة/يوم، فإن الآثار الجانبية الضارة تكون شبه معدومة. وعلى الرغم من ذك، فإنه يُحدث ارتفاع وتيرة الإصابات التناسلية في كل من الجرعة 10 ملغ و 25 ملغ.